# Eskil Nilsson (Gyllenstierna)
Eskil Nilsson (Gyllenstierna), död 8 november 1520 i Stockholm, var en svensk riddare.

## Biografi
Eskil Nilsson (Gyllenstierna) var son till riddaren, riksrådet och hövitsmannen Nils Eriksson (Gyllenstierna) på Viborgs slott och Sigrid Eskilsdotter (Banér). Han var riddare och halshöggs till döds 8 november 1520 i Stockholms blodbad.